# Nördliche Kauri
Die Nördliche Kauri oder Arktische Kauri (Trivia arctica) ist eine kleine Art von Schnecken aus der Familie Triviidae, die im nördlichen Atlantischen Ozean vorkommt und Seescheiden frisst.

## Merkmale
Die Nördliche Kauri hat ein zitronenförmiges, glänzendes, einheitlich sehr blass hellbraunes bis weißes Gehäuse ohne jegliches Farbmuster auf der Oberfläche. Das Schneckenhaus ist mit 20 bis 30 quer verlaufenden feinen Graten geriffelt und hat eine lange und schmale Gehäusemündung. Der letzte Umgang überwächst und verdeckt alle älteren Windungen. Die Schale wird bei einer ausgewachsenen Schnecke etwa 10 mm lang und etwa 8 mm breit. Das Aussehen der Art ähnelt dem der Europäischen Kaurischnecke (Trivia monacha), das allerdings Farbmuster aufweist.
Der Körper der Schnecke sieht aus wie bei Trivia monacha, doch hat das Männchen einen blattartig abgeflachten Penis. Der Mantel ist mit vielen Papillen bedeckt. In größeren Wassertiefen sind die Tiere heller als in der Gezeitenzone. Der Fuß ist hellgelb oder hell orange. Die admedianen Zähne der Radula sind mit Zähnchen besetzt.

## Lebenszyklus
Die Schnecken sind getrenntgeschlechtlich. Die Paarungszeit ist im Herbst, Winter und frühen Frühling. Das Männchen begattet das Weibchen mit seinem Penis. Aus den Eiern schlüpfen Veliger-Larven mit einem hellen Darmkanal, deren Velum vier sehr lange Lappen aufweist und die nach einer Phase als frei schwimmendes Zooplankton zu kriechenden Jungschnecken metamorphosieren.

## Verbreitung
Die Schnecke ist vor allem im nördlichen Atlantischen Ozean an den Orkney-Inseln und den Küsten Schottlands und Norwegens verbreitet, kommt aber südwärts auch bis zum Mittelmeer vor.
Sie lebt unterhalb der Gezeitenzone, im Norden in Tiefen bis 100 m und im Süden bis Tiefen von etwa 1000 m.

## Lebensweise
Die Nördliche Kauri ernährt sich von koloniebildenden Seescheiden, insbesondere Botryllus schlosseri.